# کاخ تچر

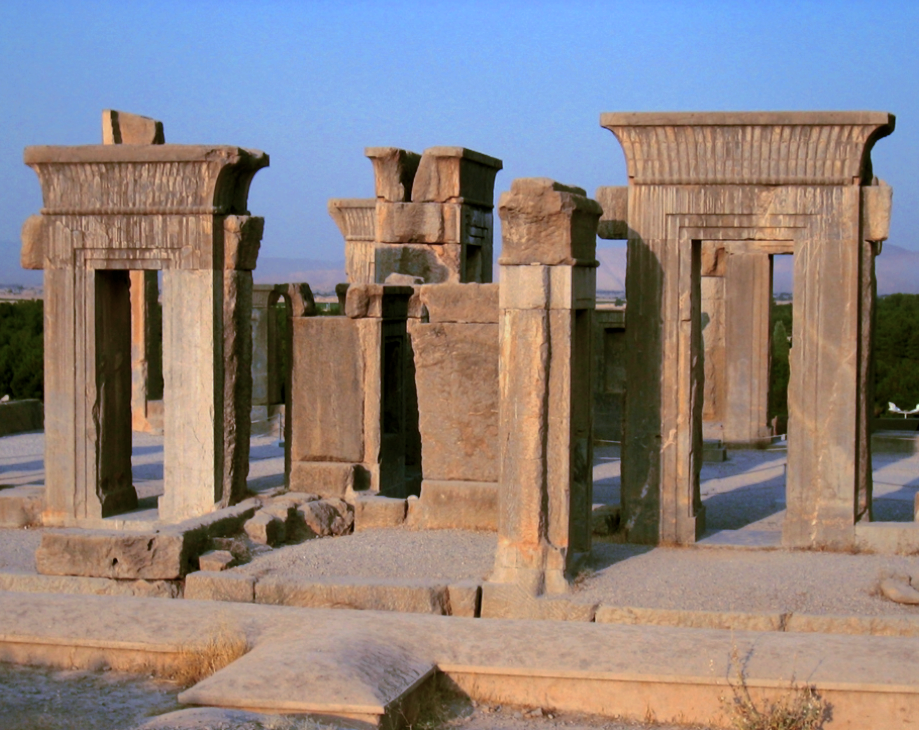
کاخ تچر

نمایی از سنگ‌نگاره اهورامزدا در کاخ تچر تخت جمشید.

کاخ تَچَر، کاخ تچرا، تالار آینه یا کاخ ویژه داریوش بزرگ — که نام آن برابر با خانه زمستانی است — از نخستین کاخ‌هایی است که بر روی سکوی تخت جمشید یافته شد. سنگ‌های این کاخ، خاکستری است به‌گونه ای‌که بازتاب آدمی در آن می‌افتاده و از همین رو تازگی‌ها آن را آینه خانه یا تالار آینه هم می‌خواندند. بر روی دیواره‌های پلکان این کاخ نقش‌های گوناگونی دیده می‌شود. از شاهان هخامنشی داریوش بزرگ، خشایارشا و اردشیر سوم سنگ‌نبشته‌هایی در این کاخ به جای مانده‌است. پس از هخامنشیان و در دودمان‌های پس از آن، کسانی مانند شاپور دوم، عضدالدوله دیلمی، بهاءالدوله دیلمی، علی آق‌قویونلو و سلطان ابراهیم میرزا تیموری از خود سنگ‌نبشته‌هایی در این کاخ به یادگار گذاشته‌اند.

## موقعیت
کاخ تچر از نخستین کاخ‌هایی است که بر روی صفه تخت جمشید کشف گردید. کاخ تچر در جنوب‌غربی کاخ آپادانای تخت جمشید و رو به جنوب، قرار گرفته‌است. این بنا در یکی از کتیبه‌ها تچر خوانده شده‌است.

## واژه‌شناسی
این کاخ در کتیبه‌ای دیگر از همان بنا هدیش و امروزه به کاخ داریوش یا تچر معروف است. واژه تچر را خانه زمستانی معنی کرده‌اند ولی هیچ دلیلی که برساند این بنا سرای زمستانی داریوش بوده‌است در دست نیست.

کاخ تچر، پلکان جنوبی

## سنگ‌ها، مختصات و طرح
سنگ‌های این کاخ، خاکستری و بسیار پاک‌تراش است به‌طوری‌که عکس آدمی در آن می‌افتاده و به همین جهت در این اواخر آن را آینه خانه یا تالار آینه هم می‌خواندند. کاخ تچر بر روی سکویی بنا گشته که ۲۰ ۲٫ تا ۳ متر از کف آپادانا و حیاط مجاورش بلندتر است. طرح آن به صورت مستطیلی است با محور طولی شمالی – جنوبی که ۴۰ متر طول و حدود ۳۰ متر عرض دارد و مشتمل است بر یک تالار مرکزی ۱۲ ستونی (۳ ردیف ۴ تایی) با اتاق‌های کوچک جانبی، دو اتاق مربع شکل در شمال که هر یک چهار ستون داشته‌اند و با اتاق‌های باریک و بلند جانبی محدود می‌شده‌اند و یک ایوان ۸ ستونی (دو ردیف چهارتایی) در جنوب که به دو اتاق جنبی می‌پیوسته‌است.

## نقش‌ها

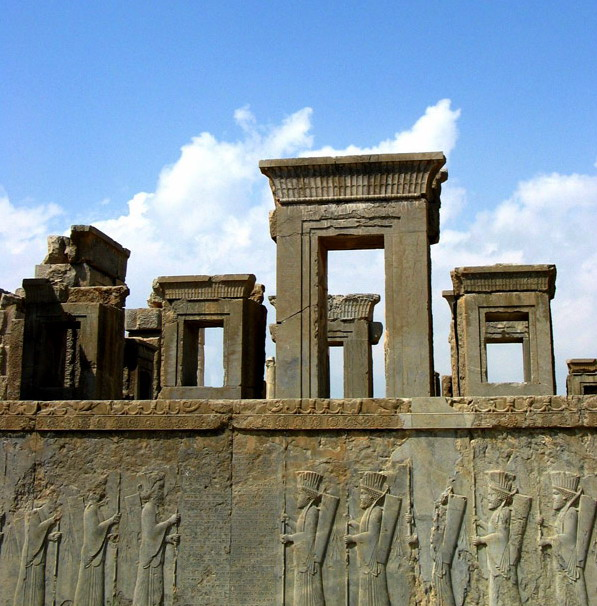
نمایی از کاخ تچر و نقش سربازان

یک پلکان دو طرفه در جنوب بنا، ساخته‌اند که از دو سوی به ایوان جنوبی می‌رسد و بر بدنه آن‌ها نقش افرادی که بره، خوراکی یا ظروف آشپزخانه در دست دارند کنده شده‌است. این افراد را یک در میان در جامه پارسی و مادی (اهل ماد) نشان داده‌اند. پارسیان کلاه شیاردار استوانه‌ای معمول خود را به سر ندارند، بلکه شالی به دور سر و گردن پیچیده‌اند که چانه‌هایشان را می‌پوشاند. برخی از این افراد ریش و سبیل دارند اما تعدادی بی ریش و سبیل نشان داده شده‌اند که احتمالاً خواجگان درباری هستند. معمولاً این افراد را خدمتگزاران می‌خوانند، اما چون حمل بره و حیوانات دیگر به داخل کاخ شاهی چندان مناسبتی ندارد، شاید بتوان برخی از آن‌ها را مغانی دانست که بره قربانی را حمل می‌کنند. بر بدنه جبهه جنوبی سکوی کاخ، یعنی بر دیواره جنوبی پلکان توامان، مجلسی مرکب از چند صحنه، نقش کرده‌اند. در مرکز، حلقه بالدار یا فر ایرانی را می‌بینیم که دو ابوالهول در دو سویش نشسته و دستی را به علامت احترام به سوی آن بلند کرده‌اند و پشت سر هر یک ردیفی از درختان نخل نمایان است، زیر این صحنه دو گروه سرباز کمان‌دار نیزه‌ور در جامه پارسی، یعنی کلاه ترک‌دار استوانه‌ای، دامن و قبای چین‌دار و کفش سه‌بندی، مقابل همدیگر صف بسته‌اند و سنگ‌نوشته‌ای را پاس می‌دارند که به نام خشایارشا و به خط و زبان فارسی باستان نوشته شده‌است.

## سنگ‌نبشته خشایارشا و توسعه کاخ در زمان او
در گوشه سمت راست این صحنه، همان کتیبه به خط و زبان عیلامی تکرار شده‌است و در گوشه چپ صحنه، متن بابلی آن آمده‌است. در این کتیبه‌ها، خشایارشا اهورامزدا را می‌ستاید و خود و پهناوری کشورش را می‌شناساند و سپس می‌گوید: 
 به خواست اهورامزدا، این هَدیش را داریوش شاه که پدر من بود، برآورد. بادا که اهورا مزدا و دیگر ایزدان، مرا و آنچه را که کرده‌ام و پدرم داریوش‌شاه کرده‌است، بپایند.
عین همین کتیبه‌ها، دو بار دیگر بر جرزهای جنوبی ایوان کاخ نقر شده و هر بار فارسی باستان در بالا، عیلامی در میان و بابلی در پایین است. این متن‌ها ثابت می‌کند که قسمت جنوبی کاخ تچر در زمان خشایارشا به اتمام رسیده‌است. تاقچه‌های این کاخ که تاج شیاردار مصری دارند همه از سنگ‌های یکپارچه ساخته شده‌اند و در اصل با درهای کوچک چوبی محافظت می‌شده‌اند.

## سنگ‌نبشته اردشیر سوم و تکمیل کاخ در زمان او

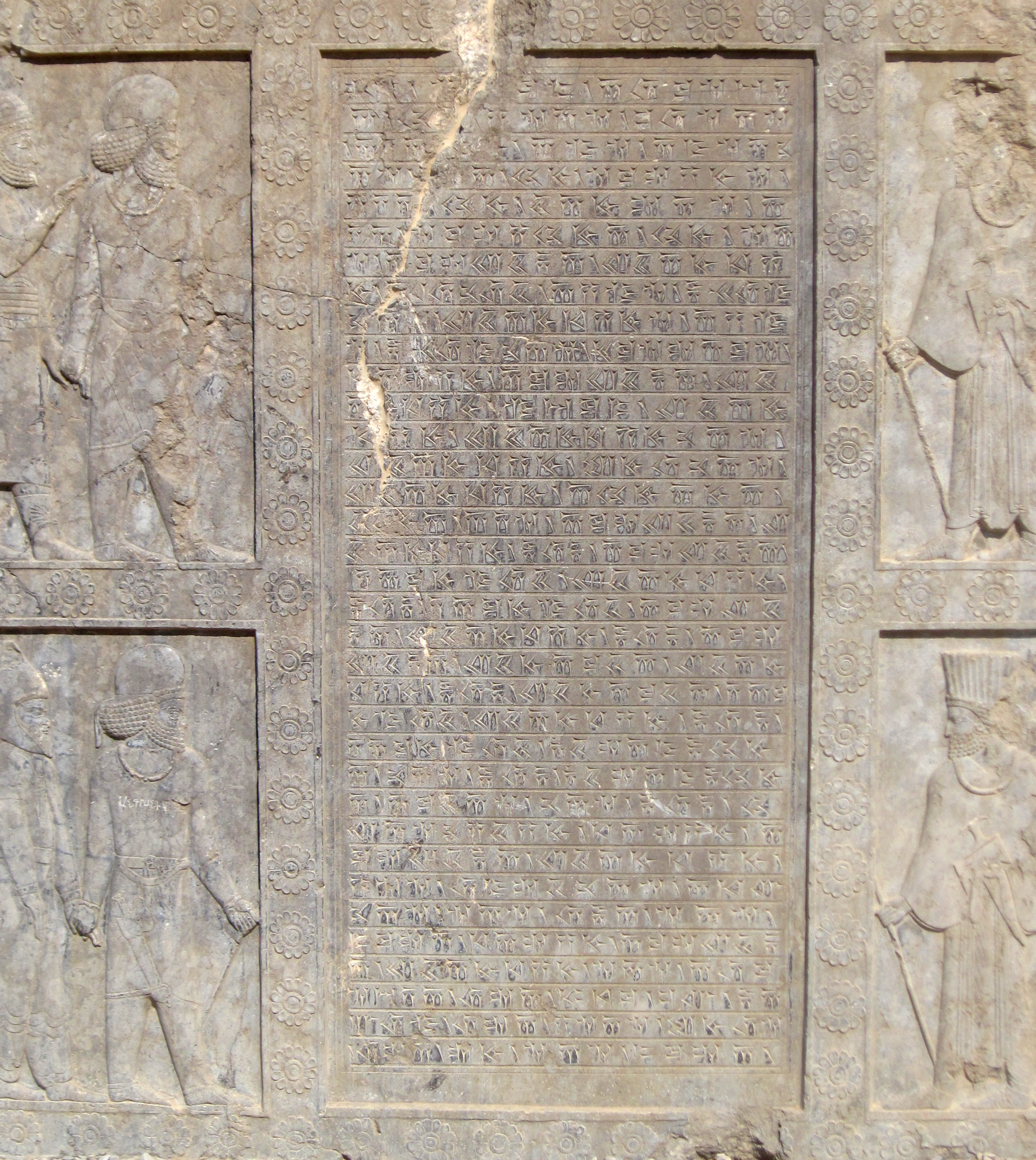
کتیبه اردشیر سوم در میان جبهه پلکانی که وی در سمت غرب کاخ تچر افزوده‌است.

تالار مرکزی، شش در داشته که دو تا به ایوان جنوبی باز می‌شده و دو تا به اتاق‌های شمالی می‌پیوسته و یک در به اتاق شرقی راه داشته‌است. یک در دیگر هم، کفش‌کن غربی را به تالار مرکزی پیوند می‌داده و در سمت غرب همین کفش‌کن است که در زمان اردشیر سوم پلکانی دو طرفه ساخته‌اند که بر دیواره آن نقش هدیه‌آورانی چند، نقش کرده‌اند که وسط جبهه غربی‌اش، کتیبه‌ای از اردشیر سوم به زبان فارسی باستان منقور است که ترجمه آن چنین است:
خدای بزرگ اهورامزدا است که این جهان را آفریده، که آن آسمان را آفریده، و خوشبختی را آفریده، که مرا، اردشیر، شاه کرده، یگانه شاهی از بسیاری، یگانه فرمانروایی از بسیاری، گوید اردشیرشاه بزرگ، شاه شاهان، شاه کشورها، شاه این سرزمین: من پسر اردشیر (دوم) شاهم، اردشیر شاه پسر داریوش (دوم) شاه بود، داریوش شاه پسر اردشیر (یکم) شاه بود، اردشیر شاه پسر خشایارشا شاه بود، خشایارشا شاه پسر داریوش شاه بود، داریوش شاه پسر ویشتاسپه بود، ویشتاسپه پسر آرشامه، از تخمه هخامنشی. گوید اردشیرشاه: این پلکان سنگی را من ساختم. گوید اردشیرشاه: بادا که اهورامزدا و ایزدمهر مرا بپایند و این کشور را و آنچه را بر دست من کرده شد.
از اینجا پیدا است که این بخش از بنا، به دستور اردشیر سوم که از ۳۵۸ تا ۳۳۸ قبل از میلاد پادشاهی راند، دستکاری و تکمیل شده‌است. در شمال این پلکان، سنگی را به صورت طاسی کم عمق کنده‌اند. محوطه حفاری شده چهارگوش آن به راه آبی می‌پیوندد که چند متری به سوی غرب رفته سپس می‌پیچد و بیش از ۴۰ متر به سوی جنوب پیش می‌رود تا به راه‌آب‌های زیرزمینی حیاط جنوبی تچر می‌پیوندد. در کنار این راه‌آب آثار دیوارهایی یافت می‌شود که مشخص می‌سازد زمانی اینجا اتاقکی بوده‌است اما مشخص نیست که این سنگاب برای تشریفات مذهبی به کار برده می‌شده‌است یا برای احتیاجات عادی روزانه یا اینکه سنگ ناودان بومی بوده‌است.

## ستون‌ها، اتاق‌های غربی و گوهرنگاری‌های لباس داریوش

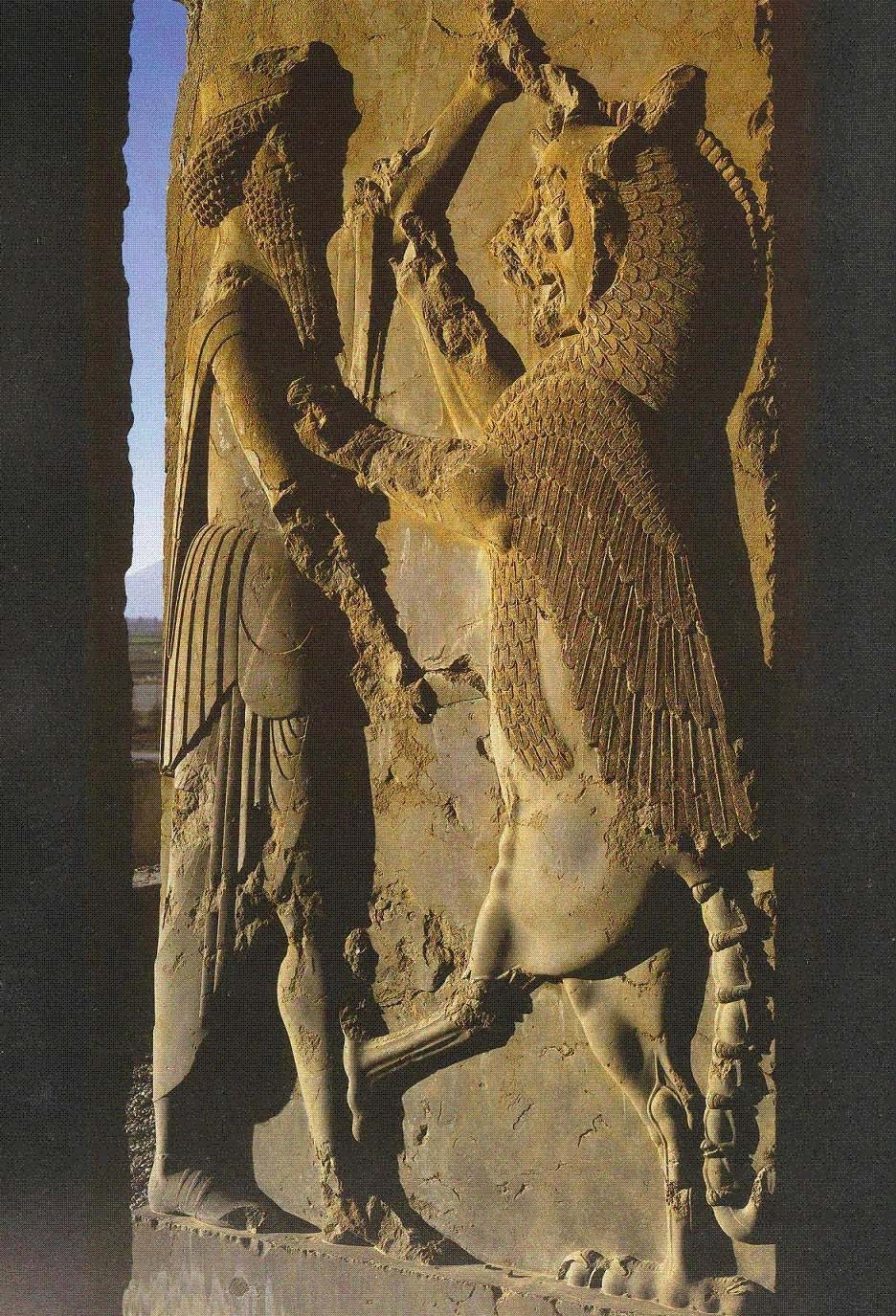
تقابل شهریار و شیر، منقوش بر جرز درگاه کاخ تچر

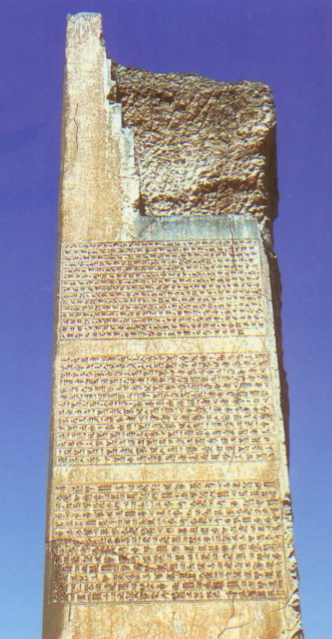
کتیبه سه زبانی خشایارشا بر جرز غربی ایوان جنوبی کاخ تچر

ستون‌های کاخ تچر احتمالاً از چوب بوده‌است ولی هیچ اثری از آن‌ها باقی نمانده‌است. کف اتاق‌ها را با فرش قرمز رنگ وی‍ژه دوره داریوش پوشانیده بوده‌اند که اثر آن در اتاق‌های شمالی یافت می‌شود. بر درگاه‌های اتاق‌های غربی سربازهای نیزه‌دار و سپرکش پارسی و بر درگاه‌های تالار مرکزی، داریوش بزرگ را با خدمه‌اش حجاری کرده‌اند. تاج داریوش کنگره‌دار بوده و رویه آن را با ورقه‌ای از زر پوشانده بوده‌اند. دست‌بند، یاره، طوق، گوشوار و گوهرنگاری‌های لباس داریوش نیز با فلزات گرانبها ساخته و در سنگ نشانده شده بود که اسکندر و یارانش آن‌ها را کنده و ربوده بوده‌اند. لباس داریوش منقش به گل، بوته، ستاره و شیرهای غران و ملون به رنگ‌های گوناگون بوده‌است. این تزئینات را محققان به دقت وارسی کرده‌اند که تیلیا و همسرش موفق شده‌اند آن‌ها را بازسازی و مشخص سازند. حاصل کار این دو نفر برای تاریخ هنر هخامنشی فوق‌العاده اهمیت دارد و ثابت کرده‌است که روی تاج، کلاه و قسمت‌هایی دیگر از جامه سربازان و مهتران رنگ‌آمیزی و سوزن‌گری کرده بوده‌اند.

## سنگ‌نبشته‌هایی از داریوش در درگاه جنوبی
بر دو جانب درگاه جنوبی تالار، برفراز سر شاهنشاه، کتیبه‌ای به سه زبان و سه خط عیلامی، فارسی و بابلی نقر شده‌است که می‌گوید:
داریوش شاه بزرگ، شاه شاهان، شاه کشورها، پسر ویشتاسپه، هخامنشی که این تچر را ساخت.
ضمیر موصول «که» ثابت می‌کند که هدف کتیبه، تعیین هویت شخص منقوش در زیر آن است، درست مثل اینکه بگوید: این داریوش است که تچر را ساخت.

## سرقت جامه چین‌دار داریوش، جانشینی خشایارشا
یکی از اروپاییان به نام کورنلیوس دو براوون (Cornelius de Bruine) که در سال ۱۷۰۴ میلادی این بنا را دیده و توصیف کرده‌است، با قلم و تیشه نقوش دو جانب درگاه را ضایع کرده‌است و قسمتی از حجاری جامه چین‌دار هر دو نقش داریوش را که حاوی کتیبه بوده‌است کنده و به پاریس برده‌است. این تکه‌های ربوده شده اکنون در گنجینه نشان‌های کتابخانه ملی فرانسه موجود است. روی چین‌های لباسی که متعلق به نقش جرز غربی بوده کتیبه‌ای به سه زبان می‌گوید: 
داریوش شاه بزرگ، پسر ویشتاسپه، هخامنشی

اما روی چین‌های جامه منقوش بر جرز شرقی که آن نیز به گواهی نوشته بالای درگاه از آن داریوش بوده‌است، آمده: 
خشایارشا، پسر داریوش شاه هخامنشی
این کتیبه دومی بسیار شگفت‌انگیز است، زیرا بر نقشی کنده شده که تاج کنگره‌دارش ثابت می‌کند که او داریوش بزرگ است. از گواهی هرودت می‌دانیم که داریوش در اواخر عمر خشایارشا را جانشین خود کرده بود و احتمال زیاد است که وی در سال‌های آخر عمر داریوش، در واقع شریک او در پادشاهی بوده و تاج و جامه او را می‌پوشیده‌است؛ بنابراین نقش و کتیبه جرز به سال‌های آخر داریوش تعلق دارد و شراکت خشایارشا در سلطنت با پدرش را گواهی می‌دهد.

یک سنگ‌نبشته دیگر هم وجود دارد که هجده مرتبه بر قاب دریچه‌های کاخ تکرار شده و آن هم به سه زبان است و می‌گوید:
قاب سنگی که برای ویث (خانه شاهی) داریوش درست شده‌است.
این کتیبه‌ها ثابت می‌کنند که تاقچه‌های یکپارچه را در همان مکان تراشیده و پرداخت سنگ کرده‌اند و برای کار گذاردن در این کاخ، معین و مشخص نموده‌اند. از همین متن‌ها هم می‌شود فهمید که کاخ تچر بر خلاف تصور برخی که آن را معبد و پرستشگاه دانسته‌اند به واقع یک کاخ نشیمن یا اختصاصی بوده‌است.

## سنگ‌نبشته‌های یادگاری از هخامنشیان

### سنگ‌نبشته شاپور سکانشاه

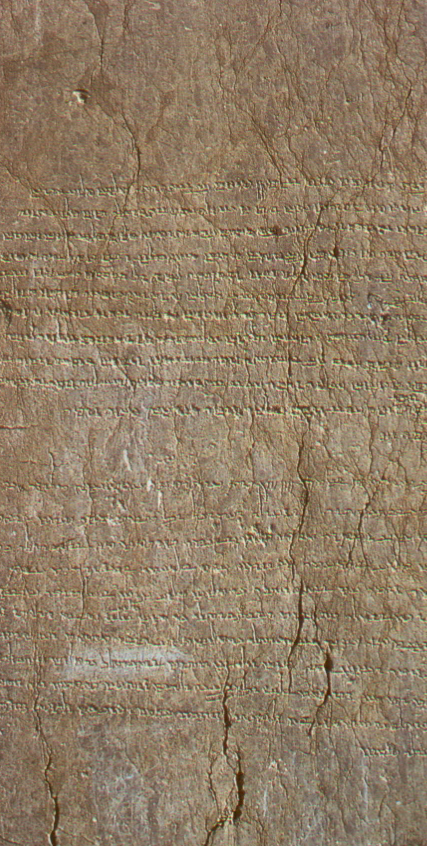
کاخ تچر، دو کتیبه پهلوی از شاپور سکانشاه (برادر شاپور دوم)، بر جزر درگاه ایوان شمالی. در یکی از این کتیبه‌ها نام ساسانی تخت جمشید یعنی صد ستون (ست ستون) آورده شده‌است که بعدها به هزار ستون و چهل منار تحریف شده‌است.

بر سنگ‌های این کاخ یادگارهایی از ادوار گوناگون موجود است که از همه کهن‌تر دو سنگ‌نبشته‌ است که به زبان پهلوی ساسانی و در زمان فرمانروایی شاپور دوم حک شده‌است. ترجمه فارسی آن چنین است. 
در ماه اسفند ارمذ، در دومین سال پادشاهی مزداپرست، خدایگان شاپور، شاه شاهان ایران و انیران (غیر ایران) که ن‍ژاد از ایزدان دارد، هنگامی که شاپور سکانشاه، فرمانروای سند، سیستان و توران تا به مرز دریا (دریای عمان)، پسر مزداپرست خدایگان هرمزد، شاه شاهان ایران و انیران، که از نژاد ایزدان بود، روانه شد (سال ۳۱۱ میلادی)، با درود فراوان از درگاه مهست همایون، وی از این راه، میان استخر و سیستان، روانه شد و به نیکویی در اینجا (صدستون یعنی تخت جمشید) فرود آمد. آنگاه وی در این بنا خوراک خورد. همراه او بهرام پسر نهوهرمزد، اندرزبد سیستان، نرسی موبد از خاندان وراز، وین پسر مهر فرمانروای زرنج، نرسی دبیر و دیگر اسوران پارسی و سیستانی و گروهی از مردم زرنج و سفرایی از ایالات و قبایل نیز بودند. وی بزمی بزرگ برپا کرد و آیین‌های دینی برپا کرد. برای روان‌های پدر و نیاکانش درود فرستاد. آنگاه برای شاپور شاه شاهان و روان خودش و نیز برای آن که این بنا را بفرمود ساختند، قربانی داد. یزدان یار باد.
شانزده سال بعد از نقر این نوشته شاپور سکانشاه، سلوکوس نامی را برای بازدید آن فرستاد که وی آن را دیده و کتیبه‌ای دیگر نزدیک آن کند. از این دو سنگ‌نبشته به خوبی برمی‌آید که در میانه دوره ساسانیان نام اصلی تخت جمشید (پارسه) دیگر به کار نمی‌رفته و آن را صد ستون می‌خوانده‌اند.

### سنگ‌نبشته عضدالدوله دیلمی
از میان نوشته‌های بعدی دو کتیبه به خط کوفی (زبان عربی) از عضدالدوله دیلمی باقی‌مانده‌است که اولی در هشت سطر، بر بدنه شرقی درگاه سنگی، میان ایوان و تالار سمت ایوان، بدین گونه نقر شده‌است:
 به نام خدا. فرمانروای بزرگ همایون، عضدالدوله پناه خسرو، پور حسن رکن الدوله دیلمی این بنا را در سال ۳۴۴ هجری قمری دید به هنگامی که از فتح اصفهان و اسارت پسر ماکان و شکست سپاه خراسان (سامانی) پیروزمندانه به شیراز بازمی‌گشت و او شخصی را که توانست نوشته‌های کنده شده بر این آثار را بخواند به پیشگاه خود احضار کرد.

این سند می‌رساند که عضدالدوله پس از فتح اصفهان، در سر راه خود به شیراز در اینجا بیاسود و دستور داد تا نوشته پهلوی یاد شده را بخوانند و برایش ترجمه کنند. سنگ‌نبشته دوم او بدین گونه‌است: 
 امیر ابوشجاع عضدالدوله، که خدا یارش باد در اینجا در صفر سال ۳۴۴ هجری قمری حاضر آمد و نوشته روی این آثار بر وی خوانده شد. آن را علی بن سری کاتب، از کرخ و موبد مارسفند کازرونی خواندند.
وقتی عضدالدوله کاخی به نام قصر ابونصر در شیراز ساخت، چند تکه مهم از درگاه شمالی کاخ تچر را به آنجا برده و کار گذاشته‌است. اکنون از کاخ او اثری نمانده و تکه‌های تخت جمشیدی را نیز تا جایی که توانسته‌اند پیدا کنند، به جای خودش باز گردانیده‌اند.

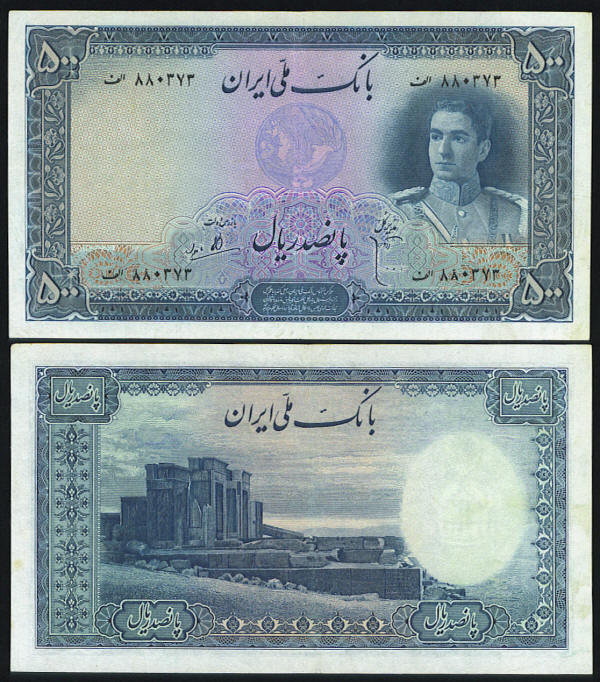
پانصد ریالی - پشت اسکناس تصویر کاخ تچر در تخت جمشید
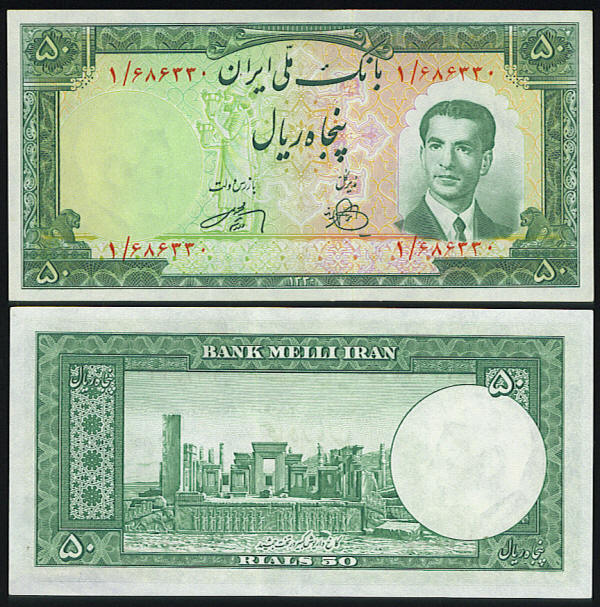
پنجاه ریالی - پشت اسکناس عنوان: کاخ داریوش کبیر در تخت جمشید (کاخ تچر)

### سنگ‌نبشته بهاءالدوله دیلمی
کتیبه دیگری هم در سال ۳۹۲ هجری قمری نقر شده و آن از شاهنشاه بهاءالدوله دیلمی است که می‌گوید با سپاهی کلان برای شکار به این مکان (یعنی مرودشت) آمده بود و در اینجا (یعنی تخت جمشید) اقامتی داشت.

### سنگ‌نبشته علی آق‌قویونلو و ابراهیم سلطان
کتیبه‌های دیگری هم از دوره‌های جدیدتر و بر در و دیوار کاخ داریوش کنده‌اند که از همه مهم‌تر کتیبه‌ای است از علی آق‌قویونلو مورخ ۸۸۱ هجری قمری و چند لوحه از شاهزادگان تیموری، از جمله شاهزاده هنرمند و خطاط ابراهیم سلطان (مورخ ۸۱۶ تا ۸۲۶ هجری قمری) که از میان الواح ابراهیم سلطان یکی به خط ثلث، حاوی شعری از سعدی است:

| کرا دانی از خسروان عجم      |  | ز عهد فریدون و ضحاک و جم   |
| که بر تخت ملکش نیامد زوال؟  |  | ز دست حوادث نشد پایمال     |
| نه بر باد رفتی سحرگاه و شام |  | سریر سلیمان علیه السلام    |
| به آخر ندیدی که از باد رفت؟ |  | خنک آنکه با دانش و باد رفت |
| الا تا درخت کرم پروری       |  | که بی‌شک بر کامرانی خوری    |
کتیبه ابراهیم سلطان پسر شاهرخ فی سنه سته و عشرین و ثمانمایه

## پلکان‌های دیوارهای شرقی و جنوبی

سربازان پارسی با نیزه‌های بلند، در درگاه کاخ اختصاصی داریوش بزرگ (تچر) را پاس می‌دارند.

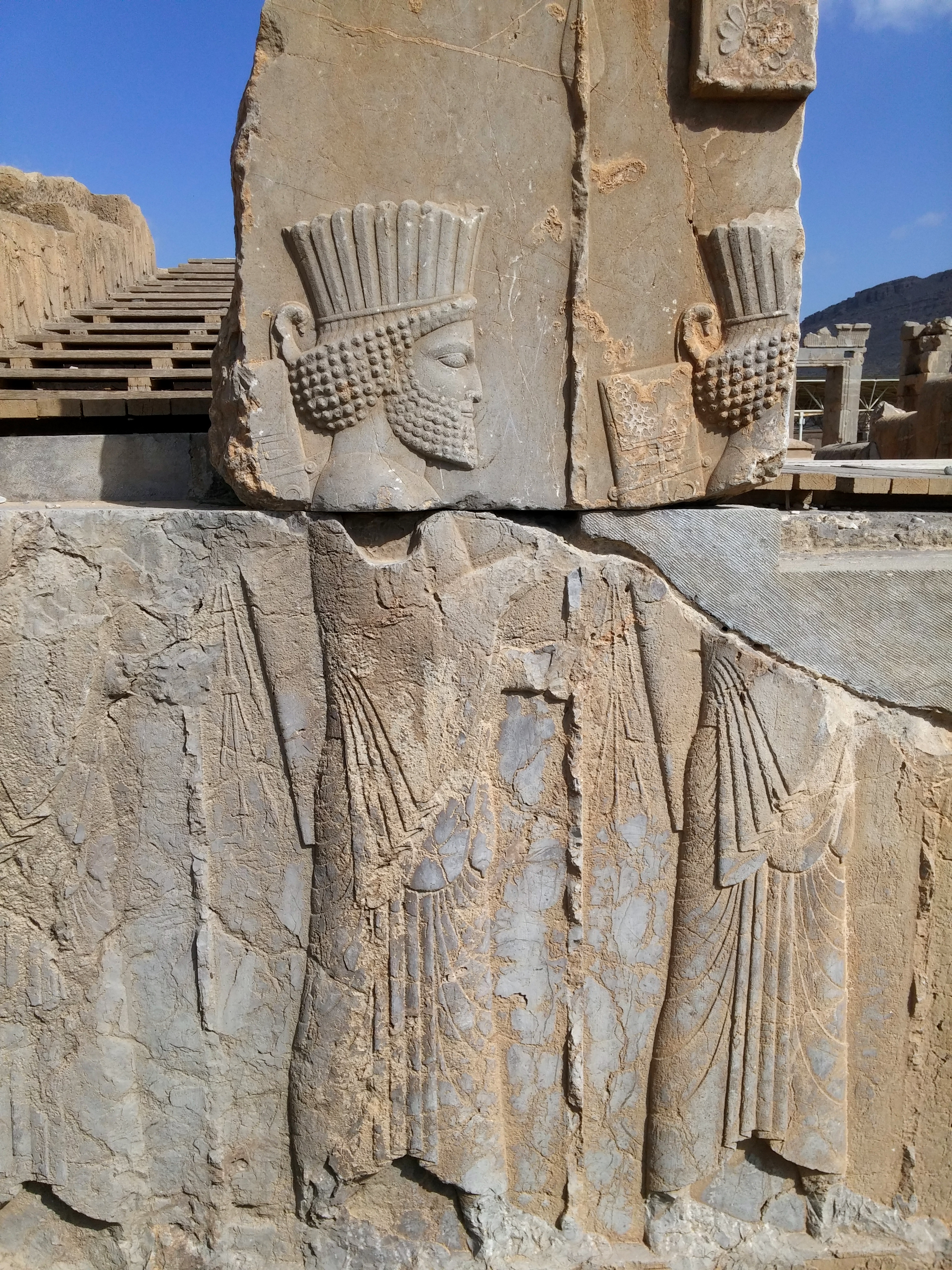
نقشه برجسته سربازان پارسی با نیزه‌های بلند، در پلکان شرقی کاخ اختصاصی داریوش بزرگ (تچر) که بیشتر قسمت این پلکان به سرقت رفته یا آسیب بسیار زیادی دیده.

وقتی که از پلکان جنوبی پایین می‌رویم به حیاطی بزرگ می‌رسیم که دیوارهای شرقی و جنوبی آن دارای پلکان‌هایی مشابه هستند و به نقوشی همانند آنچه بر پلکان مزبور دیدیم، یعنی دو گروه سرباز مقابل هم، کتیبه‌ها، حلقه بالدار در میان ابوالهول، درختان نخل، گاوهای به چنگ شیر افتاده و خدمه‌ای که اسباب آشپزخانه می‌برند، مزین است. در قسمت غربی حیاط، آثار دیواری باقی‌مانده‌است که گمان می‌رود اصلی نباشد. پلکان جنوب حیاط به سطح مرتفعی می‌رسد که آثار کاخی را بر خود دارد که آن را «کاخ ه» می‌نامند و پلکان شرقی به دو دهلیز منتهی می‌شود که رو به سمت شرق، به حیاط شمال هدیش باز می‌شوند.